# Provincia di Midelt
La provincia di Midelt è una suddivisione amministrativa del Marocco a dominante economia rurale nella regione di Drâa-Tafilalet. Trae il suo nome dal capoluogo Midelt.

## Geografia fisica
La provincia di Midelt è delimitata dai seguenti confini:
- a nord con le province di Ifrane[2] e di Boulemane[2] (regione di Fès-Meknès);
- a est con la provincia di Figuig[2] (regione Orientale);
- a sud con le province di Errachidia[2] e di Tinghir[2] (regione di Drâa-Tafilalet);
- ad ovest con le province di Azilal[2], di Béni Mellal[2] e di Khénifra[2] (regione di Béni Mellal-Khénifra).

Le sue foreste, composte per il 20 % da cedri, si estendono su una superficie di 416871.48 ettari.

## Storia
La provincia di Midelt è stata istituita nel 2009 – decreto 2-09-319 dell'11 giugno – a seguito di smembramento delle province di Khénifra ed Errachidia. La municipalità di Midelt ed i comuni rurali che la circondano facevano parte della provincia di Khénifra, mentre la municipalità di Er-Rich ed i comuni circostanti, oltre ai comuni rurali di Imilchil, appartenevano alla provincia di Errachidia.
La provincia di Midelt è costituita da 29 comuni, dei quali due municipalità: Midelt, capoluogo, e Er-Rich.
Otto delle sue località sono considerate città: oltre alle già citate Midelt ed Er-Rich, i centri urbani dei comuni rurali di Gourrama, Boumia, Aghbalou, Zaïda, Itzer e Tounfite.